# Ghiță
Ghiță ist ein männlicher Vorname und Familienname.

## Herkunft und Bedeutung
Er ist die rumänische Verkleinerungsform des Namens Gheorghe.

## Namensträger

### Vorname
- Gheorghe „Ghiță“ Licu (1945–2014), rumänischer Handballspieler und -trainer

### Familienname
- Radu Ghiță (* 1990), rumänischer Handballspieler
- Virgil Ghiță (* 1998), rumänischer Fußballspieler